# Petrus Mangold
Petrus Karl Mangold (* 31. Januar 1889 in Scheinfeld (Steigerwald) als Karl Mangold; † 18. Juli 1942 im KZ Dachau) war römisch-katholischer Priester, Franziskaner und entschiedener Kritiker des Nationalsozialismus. Er starb im Konzentrationslager Dachau.

## Leben
Karl Mangold war der Sohn des Scheinfelder Bäckermeisters und Stadtkirchners Christoph Mangold. Als Schüler fand Karl Aufnahme im Franziskaner-Seminar „Antonianum“ in Bamberg, besuchte das Bamberger Neue Gymnasium und legte dort am 14. Juli 1911 erfolgreich die Reifeprüfung ab. Am 2. August 1911 trat er in das Noviziat der bayerischen Franziskaner ein und erhielt seinen Ordensnamen Peter. Im Herbst 1912 begann er an der Hochschule der Franziskaner in München das Studium der Philosophie und der Theologe. Zu Beginn des Ersten Weltkrieges unterbrach er sein Studium.
Ab November 1914 machte Petrus Mangold seine militärische Grundausbildung. Im Januar 1915 wurde er an die Kriegsfront versetzt, wo er zweimal verwundet wurde. Als Zugführer im Rang eines Fähnrichs geriet er im September 1918 mit seinen Soldaten in französische Kriegsgefangenschaft, aus der er erst im Februar 1920 entlassen wurde.
Nach seiner Heimkehr setzte er sein Studium im Studienkloster St. Anna in München fort. Am 19. September 1920 wurde er zum Priester geweiht. Nach seiner Priesterweihe kam Pater Petrus Mangold ins Franziskanerkloster in Miltenberg. Dort wirkte er elf Jahre als Seelsorger und Volksmissionar.
Ab 1931 war er Guardian und Direktor der Tuchmacherei des Klosters Pfreimd. 1939 wurde er als Definitor in die Provinzleitung der Franziskaner gewählt. Im Januar 1940 wurde er Oberer (Kommissär) der fünf böhmischen Klöster (Eger, Mährisch-Trübau, Tachau, Haindorf und Arnau), die nach der Besetzung des Sudetenlands 1938 zum Deutschen Reich gekommen waren und in einem franziskanischen Kommissariat zusammengefasst waren, das bis 1947 von der Bayerischen Provinz verwaltet wurde. Vor allem fiel ihm damit die Aufgabe zu, mit den staatlichen deutschen Stellen über die Rechte seines Ordens im Sudetenland zu verhandeln, nachdem das nationalsozialistische Deutschland die Tschechoslowakei zur Abtretung eines Teils ihres Staatsgebietes gezwungen hatte. Pater Petrus lebte und wirkte bis zu seiner Verhaftung durch die Gestapo im Konvent in Mährisch-Trübau, das zur Erzdiözese Olmütz (Mähren) gehörte.
Pater Petrus Mangold wurde wegen regimefeindlicher Äußerungen denunziert und verhaftet und von den nationalsozialistischen Machthabern wegen seines unerschrockenen Eintretens für die kirchlichen und religiösen Belange in das Konzentrationslager eingewiesen.
Am 29. März 1941 kehrte er von einer Visitationsreise nach Pfreimd zurück, wo ihn die Gestapo erwartete und sofort abtransportierte.
Am 6. Juni 1941 begann seine Haft im KZ Dachau. Dort war er im Pfarrerblock untergebracht und von der SS den den Priestern zugedachten Haftbedingungen ausgesetzt.
Gemeinsam mit Pfarrer Emil Thoma aus Eppingen verfasste Petrus Mangold im KZ Dachau eine Liste der ihnen bekannten katholischen Priester und Ordensmänner sowie evangelischer Pfarrer, die im KZ Dachau inhaftiert waren. Durch Kuriere wurde diese Liste heimlich aus dem Lager herausgebracht.
Petrus Mangold starb im KZ Dachau am 18. Juli 1942 um 14 Uhr, nach Angaben im „Ärztlichen Zeugnis“ des Lager-Lazaretts an Herz- und Kreislaufschwäche, die sich nach einer Darmerkrankung und Ödemen einstellte. Von der KZ-Verwaltung wurde die Asche seiner sterblichen Überreste dem Orden überlassen und in einer Urne per Postpaket an das Franziskanerkloster in Pfreimd geschickt. Dort fand am 31. August 1942 die Beisetzung auf dem Klosterfriedhof statt.

## Ehrung und Gedenken
- Die deutsche Römisch-katholische Kirche hat Pater Petrus als Märtyrer aus der Zeit des Nationalsozialismus in das deutsche Martyrologium des 20. Jahrhunderts aufgenommen.
- Die Stadt Pfreimd hat zum Andenken an den als Opfer des Nationalsozialismus umgekommenen Franziskanerpriester die Pater-Mangold-Straße nach ihm benannt.
- Das Erzbistum Bamberg zeigt eine Wanderausstellung über die Märtyrer des 20. Jahrhunderts, in der, neben anderen aus dem Erzbistum stammenden Opfern des Nationalsozialismus, an Petrus Karl Mangold erinnert wird.
- In seiner vorübergehenden Wirkungsstätte Miltenberg wurde ihm Mitte 2008 eine Gedenktafel aus Marmor am Eingang des ehemaligen Klosters, des heutigen Franziskushauses und Sitzes des Miltenberger Caritasverbandes, gesetzt.